# Peilstein im Mühlviertel
Peilstein im Mühlviertel är en ort och kommun i Österrike. Den ligger i distriktet Rohrbach i förbundslandet Oberösterreich, 180 kilometer väster om huvudstaden Wien. 
Kommunen består av 22 orter (Ortschaften) (inom parentes invånarantal 1 januari 2024):

- Berging (5)
- Danneredt (31)
- Diendorf (68)
- Emsmannsreit (24)
- Eschernhof (41)
- Exenschlag (131)
- Flatting (21)
- Geretschlag (34)
- Hinterschlag (72)
- Humeredt (45)
- Kicking (28)
- Kirchbach (132)
- Martschlag (56)
- Oberpeilstein (28)
- Peilstein im Mühlviertel (612)
- Rampetzreit (39)
- Schönberg (11)
- Steinberg (10)
- Stierberg (87)
- Vorderschlag (30)
- Vordorf (30)
- Weixelbaum (37)